# Winter-Asienspiele 2011/Skispringen
Bei den Winter-Asienspielen 2011 in Astana und Almaty (Kasachstan) wurden vom 31. Januar bis 4. Februar 2011 drei Wettbewerbe im Skispringen ausgetragen.
Austragungsort war die Schanzenanlage Gorney Gigant in Almaty.

## Wettbewerbe

### Einzelspringen Normalschanze
| Platz | Athlet               | Land                | Punkte | Weite 1 | Weite 2 |
| ----- | -------------------- | ------------------- | ------ | ------- | ------- |
| 1     | Jewgeni Ljowkin      | Kasachstan          | 252,0  | 102,0   | 099,0   |
| 2     | Kazuya Yoshioka      | Japan               | 248,5  | 102,0   | 100,5   |
| 3     | Radik Schaparow      | Kasachstan          | 244,0  | 101,0   | 097,5   |
| 4     | Nikolai Karpenko     | Kasachstan          | 237,5  | 098,5   | 097,0   |
| 5     | Choi Yong-jik        | Südkorea            | 235,0  | 097,5   | 097,5   |
| 6     | Kazuyoshi Funaki     | Japan               | 234,5  | 098,0   | 097,5   |
| 7     | Choi Heung-chul      | Südkorea            | 232,5  | 097,5   | 096,5   |
| 8     | Alexei Koroljow      | Kasachstan          | 229,5  | 097,0   | 095,5   |
| 9     | Konstantin Sokolenko | Kasachstan          | 208,0  | 091,5   | 091,5   |
| 10    | Assan Tachtachunow   | Kasachstan          | 206,5  | 093,5   | 089,5   |
| 11    | Tian Zhandong        | Volksrepublik China | 186,5  | 087,5   | 086,0   |
| 12    | Li Yang              | Volksrepublik China | 171,0  | 082,0   | 084,5   |

Datum: Freitag, 4. Februar 2011, 10:15 Uhr Ortszeit

### Einzelspringen Großschanze
| Platz | Athlet               | Land                | Punkte | Weite 1 | Weite 2 |
| ----- | -------------------- | ------------------- | ------ | ------- | ------- |
| 1     | Kazuya Yoshioka      | Japan               | 233,1  | 124,0   | 130,5   |
| 2     | Kazuyoshi Funaki     | Japan               | 217,1  | 119,5   | 125,0   |
| 3     | Nikolai Karpenko     | Kasachstan          | 216,5  | 119,0   | 126,0   |
| 4     | Kim Hyun-ki          | Südkorea            | 212,4  | 119,5   | 123,5   |
| 5     | Alexei Koroljow      | Kasachstan          | 206,9  | 118,5   | 122,0   |
| 6     | Jewgeni Ljowkin      | Kasachstan          | 203,2  | 118,0   | 121,0   |
| 7     | Choi Heung-chul      | Südkorea            | 197,4  | 117,5   | 118,0   |
| 8     | Radik Schaparow      | Kasachstan          | 192,9  | 114,5   | 121,0   |
| 9     | Konstantin Sokolenko | Kasachstan          | 192,3  | 115,5   | 118,0   |
| 10    | Assan Tachtachunow   | Kasachstan          | 163,1  | 108,0   | 111,5   |
| 11    | Yang Guang           | Volksrepublik China | 096,0  | 092,5   | 095,0   |
| 12    | Sun Jianping         | Volksrepublik China | 046,1  | 082,0   | 080,0   |

Datum: Montag, 31. Januar 2011, 11:00 Uhr Ortszeit

### Teamspringen
| Platz | Land                | Sportler                                                         | Punkte | Weite 1                 | Weite 2                 |
| ----- | ------------------- | ---------------------------------------------------------------- | ------ | ----------------------- | ----------------------- |
| 1     | Japan               | Kazuyoshi Funaki Yūhei Sasaki Yūta Watase Kazuya Yoshioka        | 837,6  | 114,0 115,0 119,5       | 125,5 121,5 123,0 129,0 |
| 2     | Kasachstan          | Alexei Koroljow Radik Schaparow Jewgeni Ljowkin Nikolai Karpenko | 794,0  | 105,5 114,5 119,5 117,0 | 117,5 122,5 123,0       |
| 3     | Südkorea            | Choi Heung-chul Kang Chil-gu Choi Yong-jik Kim Hyun-ki           | 770,3  | 119,5 101,5 116,5 110,5 | 124,5 113,0 120,0 125,5 |
| 4     | Volksrepublik China | Li Yang Yang Guang Xing Chenhui Tian Zhandong                    | 351,6  | 097,5 090,5 070,0 096,0 | 105,0 095,5 077,5 100,0 |

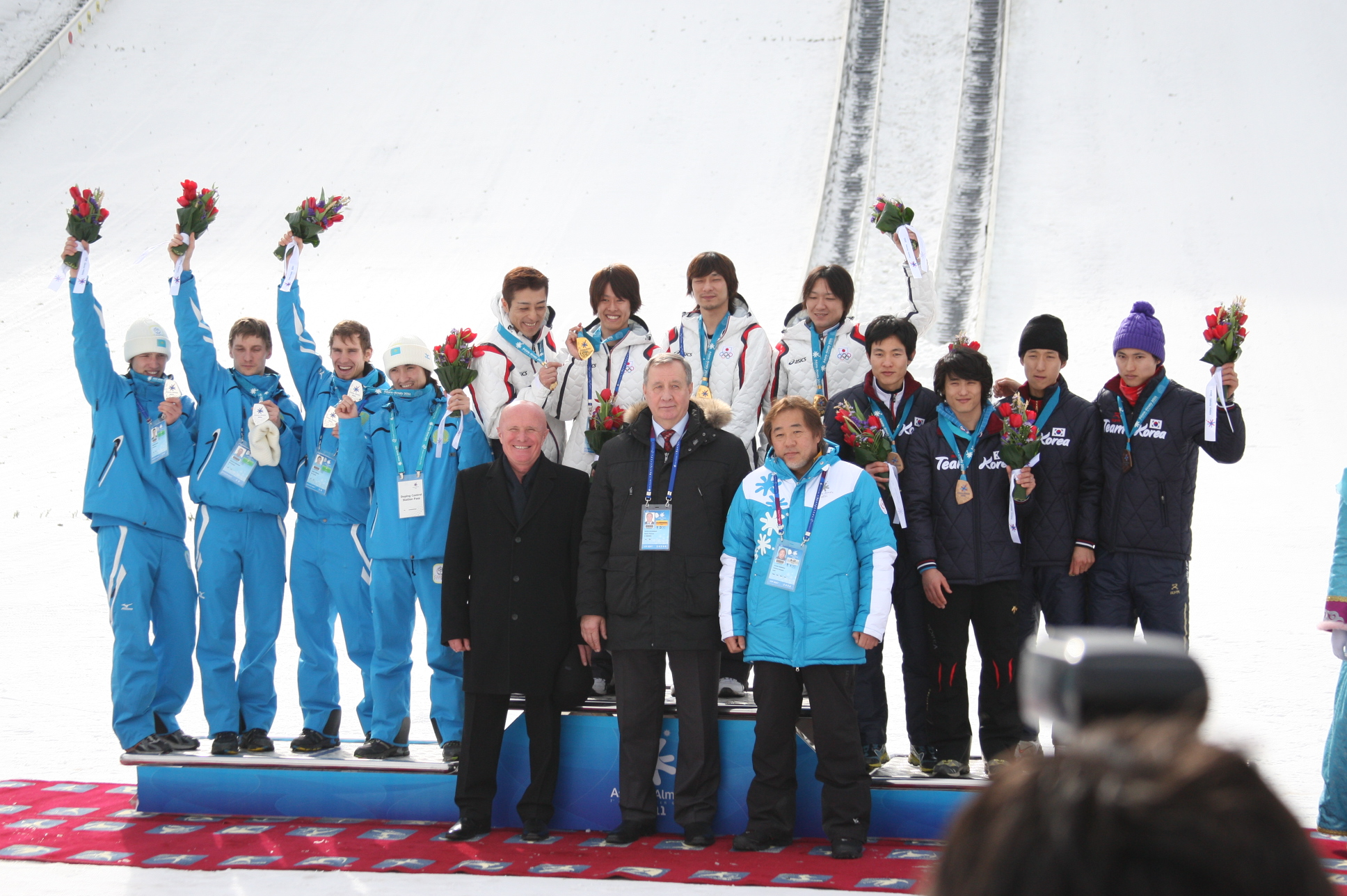
Siegerehrung nach dem Teamspringen

Datum: Mittwoch, 2. Februar 2011, 10:05 Uhr Ortszeit

## Medaillenspiegel
| Medaillenspiegel |            |      |        |        |        |
| Platz            | Land       | Gold | Silber | Bronze | Gesamt |
| 1                | Japan      | 2    | 2      | –      | 4      |
| 2                | Kasachstan | 1    | 1      | 2      | 4      |
| 3                | Südkorea   | –    | –      | 1      | 1      |